# Rue Weber
La rue Weber est une voie du 16e arrondissement de Paris, en France.

## Situation et accès

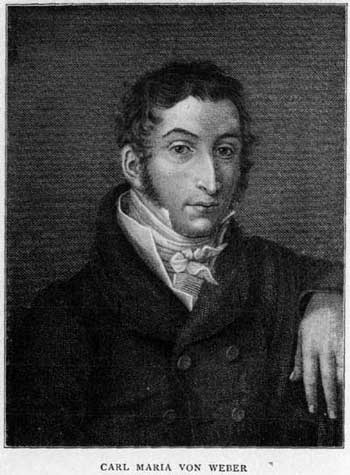
Le compositeur allemand Charles Marie de Weber.

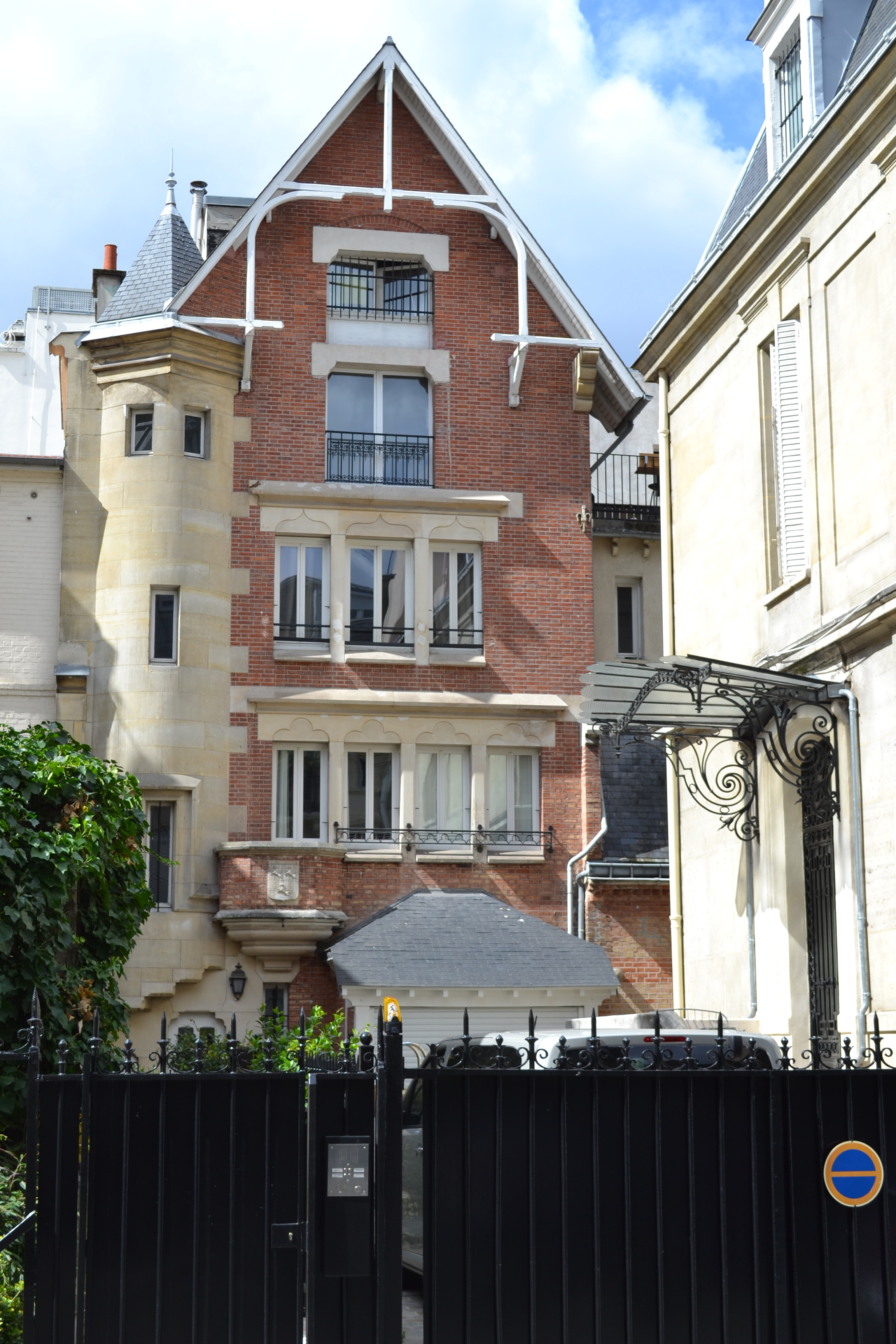
No 19.

La rue Weber est une voie publique située dans le 16e arrondissement de Paris. Elle débute au 38, rue Pergolèse et se termine impasse de Malakoff.
Elle est longue de 180 mètres et large de 10.
La rue est desservie par la ligne 1 à la station Porte Maillot.

## Origine du nom
Elle rend hommage au compositeur allemand Charles Marie de Weber (1786-1826).

## Historique
Formée par un décret du 17 décembre 1883 sous le nom de « rue Nilson » en souvenir de la cantatrice Nilsson, elle prend son nom actuel par un arrêté du 27 février 1886.

## Bâtiments remarquables et lieux de mémoire
- No 4 : appartement où a vécu pendant son enfance Alexandre de Marenches, futur directeur des services de renseignement extérieurs français[3].
- No 10 : Berthe Morisot y a vécu et y est décédée le 2 mars 1895[4].
- No 14 : emplacement de l'ancien hôtel du peintre Alfred Agache (1843-1915)[5], dû à l'architecte Edmond Paulin. Édouard Agache y est mort.
- No 18 : le neurochirurgien Thierry de Martel (1875-1940) a vécu à cette adresse et s’y est suicidé le 14 juillet 1940[6], jour de l'entrée des troupes allemandes à Paris.